# Ростокіно (електродепо)
55°49′57″ пн. ш. 37°38′45″ сх. д. / 55.83250° пн. ш. 37.64583° сх. д.
«Росто́кіно» (рос. Ростокино) — єдине електродепо Московської монорейки, що розташоване в районі Ростокіно і займає частину території трамвайного депо імені Баумана.

## Історія
Будівництво електродепо розпочали в 2001 році. Через це довелося демонтувати частину тракційних трамвайних колій і ліквідувати Музей пасажирського транспорту, тому зменшилося місткість трамвайного депо ім. Баумана, трамвайний маршрут № 4 був розділений на два кільця (4л і 4пр), причому маршрут № 4пр переданий в депо імені Русакова.
На 2003 рік будівництво депо було завершено, і вже в грудні депо прийняло 3 перших шестисекційних потяги.

## Опис
На кінець 2010-х електродепо обладнано всіма сучасними засобами технічного обслуговування рухомого складу.
Колійний розвиток депо має 7 тракційних колій, розташованих всередині корпусу. Видача рухомого складу на лінію проводять через трансбордер, встановлений у північній частині депо. Електродепо «Ростокино» здатне проводити ремонт рухомого складу в обсязі до КР-1. Надходження рухомого складу здійснюють спеціальним краном, розташованим у південному торці депо.
У депо також розташований пост централізації ММТС.

## Рухомий склад
Депо обслуговує 10 шестисекційних пасажирських та один двосекційний службовий поїзди моделі P30 швейцарської фірми Intamin Transportation Ltd. Щоденний випуск у 2015 році становив від 6 до 10 составів, з 23 січня 2017 року за новим розкладом випуск становить 2 состави.